# Jüdischer Friedhof (Alfter)

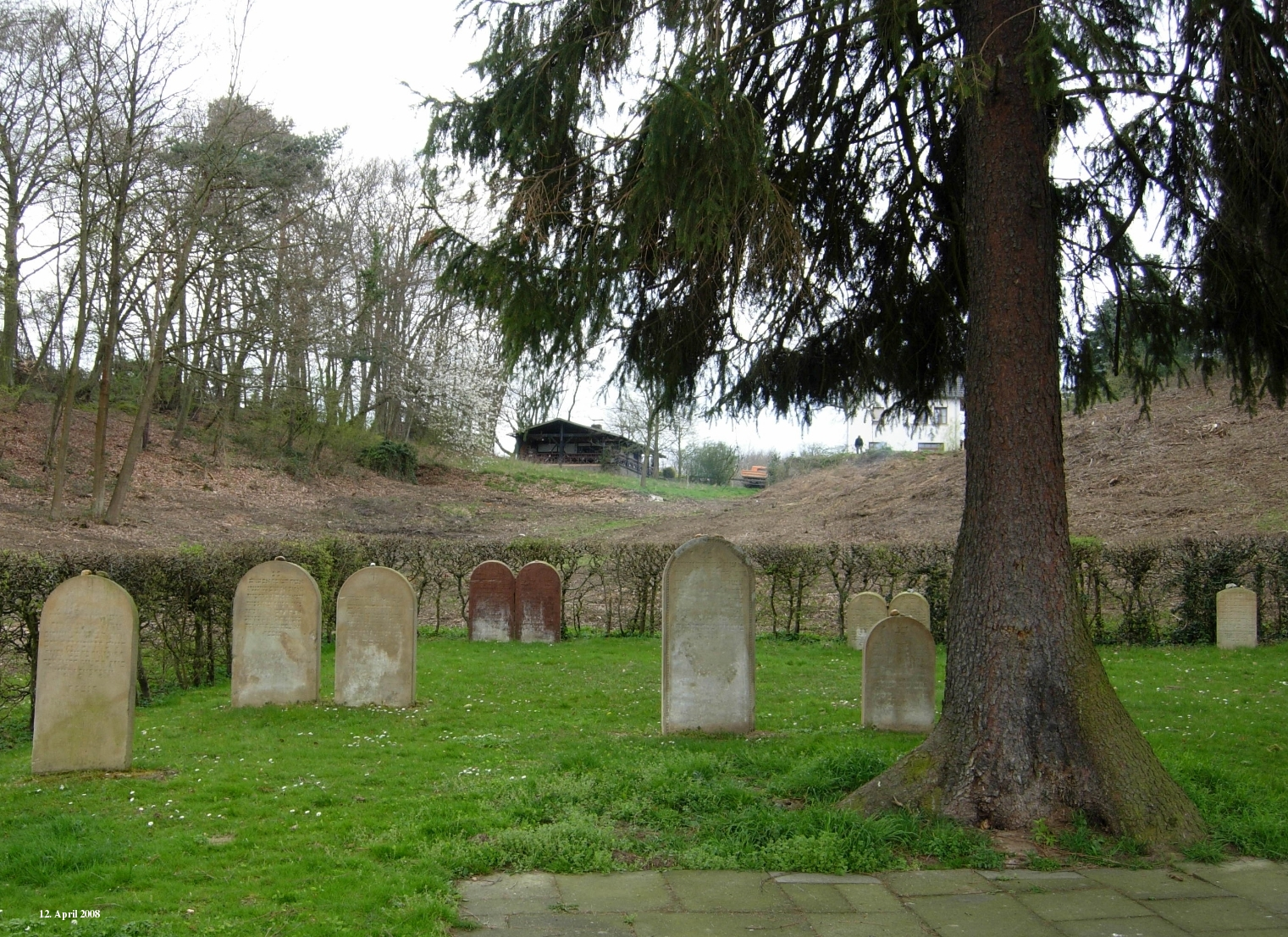
Jüdischer Friedhof

Der Jüdische Friedhof Alfter ist ein gut erhaltener Jüdischer Friedhof am Hühnerbuschweg in Alfter (Rhein-Sieg-Kreis, Nordrhein-Westfalen). Er steht als Baudenkmal unter Denkmalschutz.
Der Friedhof wurde von 1719 bis 1938 belegt. 20 Grabsteine aus dieser Zeit sind erhalten. Im Jahr 1949 hat die Gemeinde Alfter die Pflege des Friedhofs übernommen. 1987 wurde er in die Denkmalliste der Gemeinde Alfter eingetragen.